# آقا شیرین اوبا
آقا شیرین اوبا (به لاتین: Ağaşirinoba) یک منطقه مسکونی در جمهوری آذربایجان است که در شهرستان خاچماز واقع شده‌است. آقا شیرین اوبا ۱۵۴۱ نفر جمعیت دارد.